# Andrea Chiarabini
Andrea Chiarabini (Roma, 12 marzo 1995) è un ex tuffatore italiano.

## Biografia
Dopo aver vinto tre medaglie ai Campionati europei giovanili disputati a Budapest nel 2009 a soli 14 anni è entrato a far parte della Nazionale di nuoto che ha rappresentato l'Italia ai Mondiali di Roma raggiungendo in coppia con Francesco Dell'Uomo uno storico quinto posto dalla piattaforma 10 m sincro.
Ai campionati mondiali di nuoto di Barcellona 2013 ha gareggiato nel concorso dei tuffi dalla piattaforma 10 metri maschile, chiudendo al 12 posto in classifica.
Fa parte delle Fiamme oro, il Gruppo sportivo della Polizia di Stato.

## Competizioni
| Competizioni                                                  | 2008 | 2009 | 2010 | 2012 | 2013 | 2015 |
| ------------------------------------------------------------- | ---- | ---- | ---- | ---- | ---- | ---- |
| Coppa COMEN, Cosenza, piattaforma                             | 1º   |      |      |      |      |      |
| Coppa COMEN, Cosenza, trampolino 3 m                          | 1º   |      |      |      |      |      |
| Coppa COMEN, Cosenza, trampolino 1 m                          | 2º   |      |      |      |      |      |
| Campionati europei Juniores, Budapest, piattaforma            |      | 1º   |      |      |      |      |
| Campionati europei Juniores, Budapest, trampolino 3 m         |      | 2º   |      |      |      |      |
| Campionati europei Juniores, Budapest, trampolino 1 m         |      | 3º   |      |      |      |      |
| Campionati europei, Torino, sincronizzato piattaforma         |      | 5º   |      |      |      |      |
| Campionati mondiali di nuoto, Roma, sincronizzato piattaforma |      | 5º   |      |      |      |      |
| Campionati Europei, Helsinki, sincronizzato 3m                |      |      | 2º   |      |      |      |
| Campionati mondiali di nuoto, Londra, piattaforma             |      |      |      | 28º  |      |      |
| Spareggi Olimpiadi, Londra, piattaforma                       |      |      |      | 3º   |      |      |
| Europei, Eindhoven, piattaforma                               |      |      |      | 6º   |      |      |
| Olimpiadi, Londra, piattaforma                                |      |      |      | 28º  |      |      |
| Europei, Rostock, team event                                  |      |      |      |      | 6º   |      |
| Europei, Rostock, piattaforma                                 |      |      |      |      | 7º   |      |
| Campionati mondiali di nuoto, Barcellona, piattaforma         |      |      |      |      | 12º  |      |
| Campionati europei, Rostock, trampolino 1m                    |      |      |      |      |      | 11º  |
| Campionati mondiali, Kazan', trampolino 1m                    |      |      |      |      |      | 20º  |
| Campionati mondiali, Kazan', 3m syncro                        |      |      |      |      |      | 6º   |

Campionati italiani
| Anno | Edizione                                 | Tramp. 1m | Tramp. 3m | Piattaforma | 3m sincro |
| ---- | ---------------------------------------- | --------- | --------- | ----------- | --------- |
| 2012 | Camp. italiani categoria indoor (junior) | 2º        | 2º        | 1º          | -         |
| 2012 | Campionati Assoluti indoor               | -         | 12º       | 3º          | 5º        |
| 2012 | Camp. italiani categoria estivi (junior) | 3º        | 3º        | 1º          | -         |
| 2012 | Campionati assoluti estivi               | -         | -         | -           | 1º        |
| 2013 | Camp. italiani categoria indoor (junior) | 1º        | 1º        | 1º          | -         |
| 2013 | Campionati Assoluti indoor               | 6º        |           | 1º          | -         |
| 2013 | Camp. italiani categoria estivi (junior) | 1º        | 1º        | 1º          | -         |
| 2013 | Campionati assoluti estivi               | -         | 1º        | 1º          | 4º        |
| 2014 | Campionati italiani di categoria indoor  | 9º        | 7º        | 4º          | -         |
| 2012 | Campionati Assoluti indoor               | 2º        | 6º        | 3º          | 2º        |
| 2014 | Campionati italiani di categoria estivi  | 10º       | 8º        | 1º          | -         |
| 2014 | Campionati Assoluti estivi               | 9º        | 3º        | -           | 4º        |
| 2015 | Campionati italiani di categoria indoor  | 2º        | 6º        | -           | -         |
| 2015 | Campionati Assoluti indoor               | 2º        | 6º        | 4º          | 3º        |
| 2015 | Campionati Assoluti estivi               | 1º        | 1º        | -           | 1º        |

## Palmarès
- Campionati europei giovanili di nuoto

2009 - Budapest: oro nella piattaforma 10 m, argento nel trampolino 3m, bronzo nel trampolino 1m Cat. B.
2010 - Helsinki: argento nel sincro 3m.

## Piazzamenti internazionali
- Mondiali
  - 2009 - Roma: 5º posto sincro piattaforma.